# Imai Aszami
Imai Aszami (今井麻美; Hepburn: Asami Imai; Tokió, 1977. május 16. –) japán énekesnő és szinkronszínész, az Early Wing tehetséggondozó iroda alkalmazottja. 1999-ben mutatkozott be szinkronszínésznőként, 2009-ben jelent meg első kislemeze Day by Day/Shining Blue Rain címmel az 5pb. Records kiadó jóvoltából. Az ő hangján szólal meg Kiszaragi Csihaja a The Idolmaster franchise-ból, Makisze Kuriszu a Steins;Gate visual novelből, illetve Jojoi Cubaki a BlazBlue: Continuum Shift videójátékból. 2010-ben Kitamura Erivel megalapították az Artery Vein nevű együttes, amely lemezeit szintén a 5pb. jelenteti meg.

## Szinkronszerepei

### Animék
Főszerepek félkövérrel szedve.
2000
- Ginszokiko ordian - Kozuki Nao

2001
- Figure 17 - Nakadzsima Nanami
- Offside - Fio Mastroianni
- Prétear - Eiko

2002
- Samurai Deeper Kjó - fiatal Kotarou
- Pita-Ten - Ken

2008
- Pokoli lány - Maszako Momota

2009
- Fight ippacu! Dzsúden-csan!! - Bloody Celica
- Koihime Muszó - Kókó Kakuka
- Needless - Solva

2010
- Kissxsis - Kirjú Júzuki
- Sukufuku no Campanella - Chelsea Arcot

2011
- Steins;Gate - Makisze Kuriszu
- The Idolmaster - Kiszaragi Csihaja

2012
- Koi to szenkjo to Chocolate - Morisita Micsiru

### OVA-k
2007
- Strait Jacket - Rachel Hammond

2008
- The Idolmaster: Live For You! Original Anime DVD - Kiszaragi Csihaja

2010
- Kuttsukibosi - Kavakami Kiiko
- Megane na kanodzso - Icsinohe Aja

2011
- Sukufuku no Campanella OVA - Chelsea Arcot

### Videójátékok
- Atelier Totori: The Adventurer of Arland - Cecelia
- Avalon Code - Silphy
- BlazBlue - Jajoi Cubaki
  - BlazBlue: Calamity Trigger - Jajoi Cubaki
  - BlazBlue: Continuum Shift - Jajoi Cubaki
  - BlazBlue: Continuum Shift II - Jajoi Cubaki
- Corpse Party - Sinozaki Ajumi
  - Corpse Party: Blood Covered - Repeated Fear - Sinozaki Ajumi
  - Corpse Party: Book of Shadows- Sinozaki Ajumi
- Disgaea 4: A Promise Unforgotten - Emizel
- Hakuisei Renai Shokogun - Szakai Szajuri
- Hyperdimension Neptunia - Noire (Black Heart)
  - Hyperdimension Neptunia - Noire (Black Heart)
  - Hyperdimension Neptunia Mk2 - Noire (Black Heart)
  - Hyperdimension Neptunia V - Noire (Black Heart)
- Kurohjó: Rjú ga gotoku sinsó - Hjuga Csiaki
- L@ve Once - Toudó Ucuri
- Luminous Arc 2 - Fatima
- Luminous Arc 3 - Fatima, Syvil
- Puyo Puyo - Andó Ringo
  - Puyo Puyo 7 - Andó Ringo
  - Puyo Puyo!! 20th Anniversary - Andó Ringo
- Root Double: Before Crime * After Days - Toba Masiro
- Szenran kagura sódzsotacsi no sinei - Ikaruga
- Sukufuku no Campanella Portable - Chelsea Arcot
- Solfeggio - Amano Mari
  - Solfeggio: Overture - Amano Mari
  - Solfeggio: Sweet Harmony - Amano Mari
  - Solfeggio: La Finale - Amano Mari
- Steins;Gate - Makisze Kuriszu
  - Steins;Gate: Hijoku renri no Darling - Makisze Kuriszu
- The Idolmaster - Kiszaragi Csihaja
  - The Idolmaster: Live For You! - Kiszaragi Csihaja
  - The Idolmaster: SP - Kiszaragi Csihaja
  - The Idolmaster: Dearly Stars - Kiszaragi Csihaja
  - The Idolmaster 2 - Kiszaragi Csihaja
- Tokyo Babel - Kuró Mijako

## Diszkográfia

### Stúdióalbumok
| Megjelenés         | Cím                | Katalógusszám | Katalógusszám | Katalógusszám   | Oricon |
| Megjelenés         | Cím                | BD változat   | DVD változat  | Normál változat | Oricon |
| ------------------ | ------------------ | ------------- | ------------- | --------------- | ------ |
| 2010. november 23. | Color Sanctuary    | PCCG-90053    | PCCG-90054    | PCCG-90055      | 34     |
| 2011. november 30. | Aroma of Happiness | SVWC-7809/10  | SVWC-7811/12  | SVWC-7813       | 33     |

### Kislemezek
| Megjelenés         | Cím                                                | Katalógusszám     | Katalógusszám   | Oricon |
| Megjelenés         | Cím                                                | Limitált változat | Normál változat | Oricon |
| ------------------ | -------------------------------------------------- | ----------------- | --------------- | ------ |
| 2009. április 22.  | Day by Day/Shining Blue Rain                       | —                 | VGCD-1038       | 40     |
| 2009. október 21.  | Strawberry (Amaku szecunai namida)/Kissing a Dream | PCCG-90042        | PCCG-90043      | 28     |
| 2010. április 21.  | Horizon                                            | —                 | VGCD-1047       | 59     |
| 2010. július 22.   | Shangri-la                                         | VGCD-1060         | VGCD-1063       | 62     |
| 2011. február 23.  | Frame-gosi no koi                                  | —                 | FVCG-1144       | 92     |
| 2011. május 25.    | Enrai                                              | —                 | FVCG-1154       | 84     |
| 2011. augusztus 3. | Hana no szaku baso                                 | FVCG-1167         | FVCG-1168       | 61     |
| 2012. április 25.  | Hasta la Vista                                     | —                 | SVWC-7843       | 46     |
| 2012. július 25.   | Limited Love                                       | —                 | SVWC-7880       | 40     |

## Külső hivatkozások
- Imai Aszami hivatalos weboldala (japánul)
- Imai Aszami hivatalos blogja (japánul)
- Az Artery Vein hivatalos weboldala (japánul)
- Imai Aszami  az Anime News Network enciklopédiájában (angolul)